# Diskpart

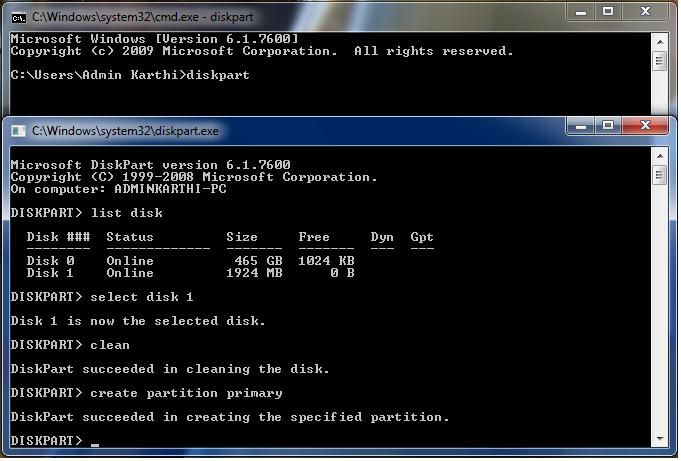
Windows 7中的diskpart命令

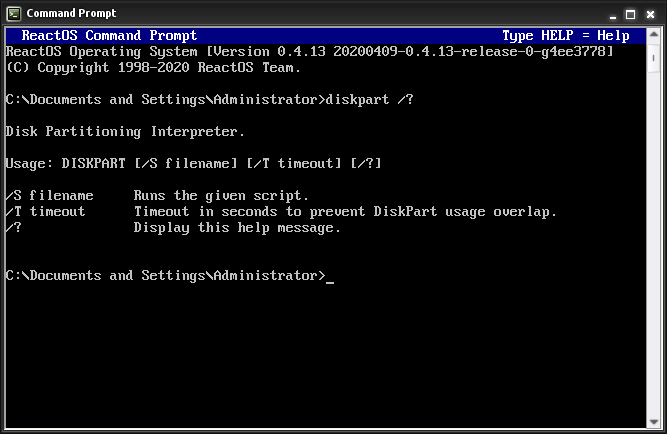
ReactOS中的diskpart命令

diskpart是一个命令行硬盘分区工具。Windows 2000和之后的Windows操作系统包含此工具。diskpart替代了fdisk。
这个命令在ReactOS中也可用。

## 概述
diskpart工具可以给内部硬盘和移动存储（比如闪存盘）分区。
从理论上来说，可以在系统安装过程中给移动存储分区。但实际上不行，会显示一条消息："Cannot format removable disk"（不能格式化可移除驱动）。微软注意到了这个问题，并以禁用相关功能作为回应。从Vista开始，直到Windows 10。
以下命令会创建一个2GB的逻辑分区，并分配驱动器号"F:"。
```
create partition logical size=2048
assign letter=F
```

可以使用这个命令查看已安装的硬盘、它们的卷、它们的分区
```
list disk
list volume
list partition
```

sel命令会选择它们。clean命令可以快速擦除硬盘，clean all命令会用0填充整个分区/硬盘。
ReactOS版的diskpart由Lee Schroeder开发，使用GPLv2许可证。

## 恢复控制台
Windows 2000、Windows XP和Windows Server 2003包含的恢复控制台中，有一个和实际操作系统完全不同的diskpart工具。它只能添加和删除分区，不能设置活动分区。

## 延伸阅读
- Frisch, Æleen. . O'Reilly. 2001. ISBN 978-0-596-00148-3.
- John Paul Mueller. . John Wiley & Sons. 2007. ISBN 978-0470165799.